# Линдеванг (станция метро)
Линдеванг (дат. Lindevang) — наземная станция Копенгагенского метрополитена, расположенная на участке Фредериксберг — Ванлёсе в коммуне Фредериксберг.

## История
Первоначально станция Линдеванг принадлежала S-tog, системе пригородно-городских поездов агломерации Копенгагена (включая Хиллерёд, Клампенборг, Фредерикссунн, Фарум, Хойе-Таструп и Кёге). Она была введена в эксплуатацию 13 декабря 1986 года, и функционировала до 20 июня 1998 года. 1 января 2000 года начались работы по переоборудованию участка линии в метро.
Станция метро Линдеванг была открыта 12 октября 2003 года, став промежуточной между станциями Фасанвай и Ванлёсе. 24 января 2004 года на участке Линдеванг — Ванлёсе была открыта еще одна станция — Флинтхольм. При этом Линдеванг принадлежит сразу двум линиям метро: M1, которая соединяет станции Ванлёсе и Вестамагер, и M2, которая соединяет Ванлёсе и Луфтхаун. Станция является наземной, после неё линия метро уходит в тоннель (Фасанвай — подземная станция).